# 関礼子 (社会学者)
関 礼子（せき れいこ、1966年 - ）は、日本の社会学者。立教大学社会学部現代文化学科教授。博士（社会学）。専門は環境社会学。研究テーマは、公害・環境問題、開発と自然保護。

## 経歴
北海道生まれ。1997年、東京都立大学大学院社会科学研究科社会学専攻博士課程単位取得退学。1997年帯広畜産大学専任講師、2001年同助教授、2004年立教大学社会学部助教授、2009年同教授。
2001年、博士（社会学）、東京都立大学。学位論文「新潟水俣病をめぐる制度・表象・地域 : 被害の社会性と日常性」。

## 著書

### 単著
- 『新潟水俣病をめぐる制度・表象・地域』東信堂、2003年

### 共著
- 『環境の社会学』中澤秀雄・丸山康司・田中求と共著、有斐閣、2009年